# Octobre 1839

## Événements
- 3 octobre, Italie : inauguration de la ligne Naples-Portici, 7 km, construite par le Français Armand Bayard, première ligne ferroviaire d'Italie (Royaume des Deux-Siciles).
- 8 octobre, France : Adèle Hugo et les enfants rentrent à Paris.
- 12 octobre,  constitution de la république boer de Natalia.
- 13 octobre, France : arrestation d'Auguste Blanqui.
- 16 octobre - 2 novembre : expédition des Portes de Fer. Chevauchée du duc d’Orléans et du maréchal Valée de Constantine à Alger via les Portes de Fer et Sétif. Abd El-Kader, y voyant une violation du traité de Tafna, déclare la guerre aux Français.
  - Abd el-Kader voulant occuper le district de Hamza (Bouira), Valée fait traverser par ses troupes le territoire contesté, mais le 18 novembre, l’émir annonce la reprise des combats après la réunion de son Assemblée, dans le poste fortifié de Taza (3 juillet). Ses partisans pénètrent dans la Mitidja, massacrent des colons européens et détruisent la plupart des fermes. Valée reçoit des renforts et se trouve à la tête d’une armée de 60 000 hommes, mais ses succès restent limités en raison de la politique d’occupation restreinte, qualifiée de chimère par Bugeaud à la Chambre des députés en janvier 1840.
  - Abd el-Kader a constitué une armée régulière de 10 000 hommes instruits par les Turcs et des déserteurs européens. L’émir dispose d’une fabrique d’arme à Miliana, d’une fonderie de canon à Tlemcen, et reçoit des armes européennes par le Maroc.
- 18 octobre, France : Stéphaine Girondelle jette une pierre sur le carrosse du Roi qui sort des Tuileries vers cinq heures du soir pour se rendre à Saint Cloud. La Reine est légèrement atteinte à la tête. L'auteure de l'agression est reconnue folle par deux médecins, Chomel et Vignardance. (lettre du ministre de l'Intérieur aux Préfets - 19 octobre 1839)

## Naissances
- 2 octobre : Hans Thoma, peintre allemand († 7 novembre 1924).
- 3 octobre : Victor Angerer, photographe austro-hongrois († 10 avril 1894).
- 12 octobre :
  - Henri Wyart (mort le 18 août 1904), militaire et ecclésiastique français
  - Marius Cazeneuve (mort le 12 avril 1913), aventurier et magicien français
- 20 octobre : Florenty Pavlenkov, éditeur et philanthrope russe († 20 janvier 1900).
- 30 octobre : Alfred Sisley, peintre de nationalité britannique († 29 janvier 1899).

## Décès
- 12 octobre :
  - Joseph Pinon (né le 10 octobre 1775), militaire suisse
  - Charles Bernardin Beslay (né le 1er septembre 1768), homme politique français
  - Jean-Claude Loubat de Bohan (né le 28 novembre 1759), général et philosophe français
  - Jean-Baptiste Delgorgue de Rosny (né le 26 février 1780), homme politique français
- 25 octobre : Aimé Picquet du Boisguy, général chouan.